# Makarac
Koordinati:   42°45′37″N, 16°49′12″E
Makarac je majhen nenaseljen otoček v Jadranskem morju. Pripada Hrvaški.
Makarac leži v zalivu Luka Velji lago jugozahodno od naselja Pasadur na otoku Lastovo. Površina otočka meri 0,019 km². Dolžina obalnega pasu je 0,58 km. Najvišja točka na otočku je visoka 26 mnm.